# Amadeo Giannini
Amadeo Peter Giannini (San Jose, 6 maggio 1870 – San Mateo, 3 giugno 1949) è stato un banchiere statunitense.
Di origine italiana, essendo i genitori Luigi Giannini (1840–1877) e Virginia Demartini (1854–1920) (originari di Favale di Malvaro, paesino dell'entroterra chiavarese della città metropolitana di Genova), fu uno dei due fondatori della Bank of America con l'italiano Lionello Perera , il primo a servirsi della pubblicità, il primo a finanziare la vendita a rate delle automobili, ma soprattutto il primo a concepire la banca come un bene di largo consumo, un servizio per tutti, e non soltanto per ricchi. È considerato l'inventore delle moderne pratiche bancarie; fu il primo ad offrire servizi bancari, non solo alle classi alte ma anche alla classe media.
Egli ha inoltre fondato anche la Transamerica Corporation.

## Biografia
I suoi genitori erano immigrati genovesi, provenienti da Favale di Malvaro, comune nell'entroterra di Levante della Città metropolitana di Genova, in Liguria. Giannini aprì la Bank of Italy il 17 ottobre 1904 nei locali di un ex saloon; i depositi il primo giorno ammontarono a 8 780 dollari. La prima difficoltà da sormontare fu il terremoto di San Francisco del 1906, ma proprio il terremoto aiutò Giannini a guadagnare il monopolio dei prestiti: quando il terremoto e l'incendio distrussero in tre giorni 50 000 abitazioni private, oltre agli uffici, agli alberghi ed agli edifici pubblici, Giannini, che faceva il banchiere da soli quattro anni e la cui clientela era formata da umili artigiani e commercianti di origine italiana, che non trovavano credito in nessun'altra banca, prese un tavolo, lo piazzò in mezzo alla folla dei sinistrati, ci mise sopra il cartello «Banca d'Italia: aperto ai clienti», ed incominciò ad offrire soldi per la ricostruzione.
Il terremoto di San Francisco gli offrì quindi l'occasione di estendere anche al di fuori della colonia italiana la sua fiducia nel lavoro della gente semplice, nel dinamismo della vita economica americana e nella funzione di stimolo della banca. Il suo coraggio fu premiato: gran parte della ricostruzione di San Francisco fu finanziata attraverso i suoi sportelli. Dal 1916 aprì altre filiali: da San Francisco la sua attività si allargò a poco a poco a tutta la California, specie sotto forma di finanziamento dei piccoli agricoltori, in gran parte oriundi italiani. Successivamente, superati gli ostacoli anche legali che i concorrenti e le autorità locali opponevano alla sua penetrazione, ottenne la fiducia dei grandi uomini di affari e si espanse anche nel resto degli Stati Uniti.
Nel 1919 fondò la Banca d'America e d'Italia, succursale italiana della Bank of Italy. Nel 1927 cambiò il nome della Bank of Italy in Bank of America: il banchiere degli umili era ormai diventato il banchiere di tutti. Nel 1928 Giannini si avvicinò a Orra E. Monnette, presidente della Bank of America di Los Angeles per la fusione dei due istituti finanziari. Riuscì a convincerlo e perciò si formò il primo grosso gruppo bancario della California. Nel 1945 la Bank of America superò per entità di depositi la First National City Bank e la Chase Manhattan Bank, le due più grosse banche di New York, e diventò la prima banca del mondo, (ruolo ricoperto con alti e bassi e riconquistato nel giorno in cui Lehman Brothers dichiarò bancarotta, il 15 settembre 2008, con l'acquisto di Merrill Lynch per cinquanta miliardi di dollari). Sempre nel 1945 creò la Giannini Family Foundation con lo scopo di promuovere la ricerca medica.
Nel periodo bellico Amadeo Giannini incaricò il figlio Mario di occuparsi degli italiani confinati nei campi di concentramento e di adoperarsi al fine di evitare l'internamento di altri italo-americani. Subito dopo la fine della guerra volle che la banca partecipasse in prima persona alla ricostruzione dell'Italia accordandosi con Arthur Schlesinger, responsabile della gestione del Piano Marshall, per accelerare l'invio degli aiuti; visitando l'Italia aiutò con dei prestiti l'industria automobilistica FIAT. Giannini e la sua banca in California hanno aiutato inoltre in maniera determinante le industrie cinematografiche e del vino a consolidarsi. Giannini finanziò i primi film di Walt Disney, Charlie Chaplin e Frank Capra, autori con cui strinse un forte legame di amicizia.

## Omaggi

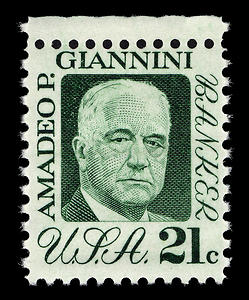
Francobollo statunitense del 1973 dedicato ad Amadeo Giannini

A San Francisco una piazza vicina alla Bank of America della città è intitolata a suo nome, mentre il servizio postale americano lo ha onorato con l'emissione nel 1973 di un francobollo con il suo ritratto. La rivista Time ha qualificato Giannini come uno dei "builders and titans" (costruttori e titani) del XX secolo. 
Nel 2004 il governo italiano lo ha onorato con una esibizione e cerimonia nel Parlamento per ricordare il centenario della fondazione dalla Bank of Italy.
Il 25 novembre 2020, nell'anno del 150º anniversario dalla nascita, Poste italiane gli ha dedicato un francobollo commemorativo.
A Chiavari, a fianco del palazzo comunale, esiste il toponimo Largo Giannini, laddove durante gli anni 50 del Novecento è stato collocato un importante sportello della Banca d'America e d'Italia. Lo sportello esiste tuttora ma con insegna diversa per le successive trasformazioni finanziarie.